# Greater Anglia
Greater Anglia — компанія з експлуатації поїздів у Великій Британії, що належить спільному підприємству Abellio, міжнародноuго підрозділу державного голландського національного залізничного оператора Nederlandse Spoorwegen та японській торговій компанії Mitsui & Co. 
Має під орудою франшизу East Anglia, надаючи приміські та міжміські послуги від кінцевої станції  Ліверпуль-стріт до Ессекса, Саффолка, Норфолка та частини графств Гартфордшир та Кембриджшира також багато регіональних служб по всій Східній Англії.
«Abellio» почала роботу з франшизою, тоді відомою як «франшиза Greater Anglia», у лютому 2012 року. 
В грудні 2013 року франшизу було перейменовано на «Abellio Greater Anglia». 
Незабаром після початку роботи, компанія розпочала серію проектів покращення рівня обслуговування, а саме: закупівлю нових поїздів та запуск програми «Norwich in 90», щоб скоротити час у дорозі між кількома основними пунктами мережі. 
У травні 2015 року деякі приміські лінії Лондона були інтегровані у мережі «London Overground» і попередника Crossrail, TfL Rail.
У серпні 2016 року франшизу було повторно продано як «франшизу East Anglia», а у серпні 2016 року її передали «Abellio». 
Компанія відновила роботу «Greater Anglia» 16 жовтня 2016 року, коли стартувала нова франшиза. 
У січні 2017 року «Abellio» оголосив, що за умови отримання схвалення Департаменту транспорту він погодився продати 40% акцій «Mitsui & Co.». 
Після завершення продажу у березні 2017 року «Greater Anglia» запровадила декілька японських інструментів і методів планування. 

## Сьогоденний рухомий склад
| Серія                       | Клас                 | Фото                 | Тип                  | Макс швидкість       | Макс швидкість       | Вагонів              | Кількість            | Маршрут | Побудовано           |
| Серія                       | Клас                 | Фото                 | Тип                  | mph                  | km/h                 | Вагонів              | Кількість            | Маршрут | Побудовано           |
| Маневровий локомотив        | Маневровий локомотив | Маневровий локомотив | Маневровий локомотив | Маневровий локомотив | Маневровий локомотив | Маневровий локомотив | Маневровий локомотив | Маневровий локомотив | Маневровий локомотив |
| --------------------------- | -------------------- | -------------------- | -------------------- | -------------------- | -------------------- | -------------------- | -------------------- | --- | -------------------- |
|                             | 08                   |                      | Маневровий локомотив | 15                   | 24                   | N/A                  | 3                    | | 1952 – 1962          |
| Електропоїзд                |                      |                      |                      |                      |                      |                      |                      | |                      |
| BR Друге покоління (Mark 3) | 317/1                |                      | EMU                  | 100                  | 161                  | 4                    | 6                    | - Fen Line - Hertford East branch line - West Anglia Main Line | 1981 – 1982          |
| BR Друге покоління (Mark 3) | 317/5                |                      | EMU                  | 100                  | 161                  | 4                    | 11                   | - Fen Line - Hertford East branch line - West Anglia Main Line | 1981 – 1982          |
| BR Друге покоління (Mark 3) | 317/8                |                      | EMU                  | 100                  | 161                  | 4                    | 3                    | - Fen Line - Hertford East branch line - West Anglia Main Line | 1981 – 1982          |
| BR Друге покоління (Mark 3) | 317/8                |                      |                      |                      |                      |                      |                      | |                      |
| BR Друге покоління (Mark 3) | 321/3                |                      | EMU                  | 100                  | 161                  | 4                    | 42                   | - Braintree Branch Line - Crouch Valley Line - Dutchflyer - Great Eastern Main Line - Mayflower Line - Shenfield to Southend Line - Sunshine Coast Line                                               | 1988 – 1991          |
| BR Друге покоління (Mark 3) | 321/9                |                      | EMU                  | 100                  | 161                  | 4                    | 3                    | - Braintree Branch Line - Crouch Valley Line - Dutchflyer - Great Eastern Main Line - Mayflower Line - Shenfield to Southend Line - Sunshine Coast Line                                               | 1988 – 1991          |
| BR Друге покоління (Mark 3) | 321/9                |                      |                      |                      |                      |                      |                      | |                      |
| BR Друге покоління (Mark 3) | 322                  |                      | EMU                  | 100                  | 161                  | 4                    | 5                    | - Braintree Branch Line - Crouch Valley Line - Dutchflyer - Great Eastern Main Line - Mayflower Line - Shenfield to Southend Line - Sunshine Coast Line                                               | 1990                 |
| BR Друге покоління (Mark 3) | 322                  |                      |                      |                      |                      |                      |                      | |                      |
| Bombardier Aventra          | 720/5                |                      | EMU                  | 100                  | 160                  | 5                    | 89 (60 в роботі)     | - Fen Line - Hertford East Branch Line - West Anglia Main Line - Braintree Branch Line - Crouch Valley Line - Dutchflyer - Great Eastern Main Line - Shenfield to Southend Line - Sunshine Coast Line | 2018 – 2021          |
| Bombardier Aventra          | 720/5                |                      |                      |                      |                      |                      |                      | |                      |
| Stadler FLIRT               | 745/0                |                      | EMU                  | 100                  | 161                  | 12                   | 10                   | Great Eastern Main Line | 2018 – 2020          |
| Stadler FLIRT               | 745/0                |                      |                      |                      |                      |                      |                      | |                      |
| Stadler FLIRT               | 745/1                |                      | EMU                  | 100                  | 161                  | 12                   | 10                   | Stansted Express | 2018 – 2020          |
| Stadler FLIRT               | 745/1                |                      |                      |                      |                      |                      |                      | |                      |
| Електродизельний поїзд      |                      |                      |                      |                      |                      |                      |                      | |                      |
| Stadler FLIRT               | 755/3                |                      | BMU                  | 100                  | 161                  | 3                    | 14                   | - Wherry Lines - Breckland line - Bittern Line - East Suffolk Line - West Anglia Main Line - Felixstowe branch line - Ipswich to Ely Line - Gainsborough line                                         | 2018 – 2020          |
| Stadler FLIRT               | 755/3                |                      |                      |                      |                      |                      |                      | |                      |
| Stadler FLIRT               | 755/4                |                      | BMU                  | 100                  | 161                  | 4                    | 24                   | - Wherry Lines - Breckland line - Bittern Line - East Suffolk Line - West Anglia Main Line - Felixstowe Branch Line - Ipswich to Ely Line - Gainsborough line                                         | 2018 – 2020          |
| Stadler FLIRT               | 755/4                |                      |                      |                      |                      |                      |                      | |                      |